# Gumuz (langue)
Le gumuz est une langue nilo-saharienne parlée en Éthiopie, et de l'autre côté de la frontière soudanaise.
Les Gumuz se nomment eux-mêmes « Bega », c'est-à-dire « peuple ».

## Classification
Le gumuz est une langue nilo-saharienne dont la classification à l'intérieur de cet ensemble est controversée. Il est souvent considéré comme une langue nilo-saharienne isolée.
Pour L. Bender, le gumuz est proche de la branche des langues komanes. Les deux formant un ensemble dénommé « komuz ».

## Variétés
Le gumuz est la langue de plusieurs populations en Éthiopie, dans la province de Begedimir, près de la frontière du Soudan et dans la province occidentale de Wellega.

## Écriture
Le gumuz est écrit avec l’alphabet latin et l’alphasyllabaire guèze.
| ' | a | b | b' | c | c' | ç | ç' | d | d' | e | f | g | h | i | j | k | k' | l | m | n | ñ | ŋ | o | p | p' | r | s | s' | sh | t | t' | ts | u | v | w | y | z | zh |

## Prononciation

### Consonnes
|                     | Bilabial | Bilabial | Alvéolaire | Alvéolaire | Alvéolo- palatal | Alvéolo- palatal | Palatal | Palatal | Vélaire | Vélaire | Labio- vélaire | Labio- vélaire | Uvulaire | Uvulaire | Uvulaire labialisé | Uvulaire labialisé | Glottal | Glottal |
| ------------------- | -------- | -------- | ---------- | ---------- | ---------------- | ---------------- | ------- | ------- | ------- | ------- | -------------- | -------------- | -------- | -------- | ------------------ | ------------------ | ------- | ------- |
| Occlusif            | p        | b        | t          | d          |                  |                  | c       | ɟ       | k       | ɡ       | (kʷ)           | (ɡʷ)           |          |          |                    |                    | ʔ       | ʔ       |
| Éjectif ou injectif | pʼ       | ɓ        | tʼ         | ɗ          |                  |                  | cʼ      |         | kʼ      |         | (kʼʷ)          |                |          |          |                    |                    |         |         |
| Affriqué            |          |          | ts         |            | (tʃ)             |                  |         |         |         |         |                |                |          |          |                    |                    |         |         |
| Affriqué éjectif    |          |          | tsʼ        |            | (tʃʼ)            |                  |         |         |         |         |                |                |          |          |                    |                    |         |         |
| Fricatif            | f        | (v)      | s          | z          |                  |                  | (ʃ)     | (ʒ)     |         |         |                |                | χ        |          | (χʷ)               |                    |         |         |
| Nasal               | m        | m        | n          | n          |                  |                  | (ɲ)     | (ɲ)     | ŋ       | ŋ       | ŋʷ             | ŋʷ             |          |          |                    |                    |         |         |
| Spirant             |          |          | l          | l          |                  |                  | j       | j       |         |         | w              | w              |          |          |                    |                    |         |         |
| Vibrant             |          |          |            |            | (r)              | (r)              |         |         |         |         |                |                |          |          |                    |                    |         |         |

|                     | Bilabial | Bilabial | Alvéolaire | Alvéolaire | Alvéolo- palatal | Alvéolo- palatal | Palatal | Palatal | Vélaire | Vélaire | Labio- vélaire | Labio- vélaire | Glottal | Glottal |
| ------------------- | -------- | -------- | ---------- | ---------- | ---------------- | ---------------- | ------- | ------- | ------- | ------- | -------------- | -------------- | ------- | ------- |
| Occlusif            | p        | b        | t          | d          |                  |                  | c       | ɟ       | k       | ɡ       | (kʷ)           | (ɡʷ)           | ʔ       | ʔ       |
| Éjectif ou injectif | pʼ       | ɓ        | tʼ         | ɗ          |                  |                  | cʼ      |         | kʼ      |         | (kʼʷ)          |                |         |         |
| Affriqué            |          |          | ts         |            | (tʃ)             |                  |         |         |         |         |                |                |         |         |
| Affriqué éjectif    |          |          | tsʼ        |            | (tʃʼ)            |                  |         |         |         |         |                |                |         |         |
| Fricatif            | f        | (v)      | s          | z          |                  |                  | (ʃ)     | ʒ       |         |         |                |                | h       | h       |
| Nasal               | m        | m        | n          | n          |                  |                  | (ɲ)     | (ɲ)     | ŋ       | ŋ       | ŋʷ             | ŋʷ             |         |         |
| Spirant             |          |          | l          | l          |                  |                  | j       | j       |         |         | w              | w              |         |         |
| Vibrant             |          |          |            |            | (ɾ)              | (ɾ)              |         |         |         |         |                |                |         |         |

## Sources
- (en) Colleen Ahland, A grammar of Northern and Southern Gumuz (thèse de PhD), University of Oregon, 2012 (lire en ligne)
- (en) Lionel Bender, « The limits of Omotic », dans Richard J. Hayward, Omotic language studies, Londres, School of Oriental and African Studies, University of London, 1990 (ISBN 0-7286-0166-4)
- (guk) SIL Ethiopia, Çása al sa-Gumuz, Addis Ababa, SIL Ethiopia, 2010 (lire en ligne)